# Thyene villiersi
Thyene villiersi es una especie de araña saltarina del género Thyene, familia Salticidae. Fue descrita científicamente por Berland & Millot en 1941.
Habita en Costa de Marfil.